# يوم من عمري (فلم)
يوم من عمرى فيلم مصري تم إنتاجه عام 1961 وهو مقتبس من قصة الفيلم الأمريكي عطلة رومانية وإن كان هناك من يرى أنه مقتبس من فيلم أمريكي آخر وهو حدث ذات ليلة.

## فريق العمل
- الإخراج: عاطف سالم
- التأليف: يوسف جوهر / سيف الدين شوكت
- الأبطال:
  - عبد الحليم حافظ
  - زبيدة ثروت
  - عبد السلام النابلسي
  - محمود المليجي
  - سهير البابلى
  - زوزو ماضى
  - زكي طليمات

## أغانى الفيلم
| الأغنية          | الملحن      | المؤلف         |
| ---------------- | ----------- | -------------- |
| بأمر الحب        | منير مراد   | مرسي جميل عزيز |
| ضحك ولعب وجد وحب | منير مراد   | مرسي جميل عزيز |
| خايف مرة أحب     | بليغ حمدي   | مأمون الشناوي  |
| بعد إيه          | كمال الطويل | مأمون الشناوي  |

## روابط خارجية
- مقالات تستعمل روابط فنية بلا صلة مع ويكي بيانات